# Villa Trautheim
Die Villa Trautheim in der Straße Am Trautheim 1 ist ein Bauwerk am Ortseingang von Trautheim.

## Geschichte und Beschreibung
Die repräsentative voluminöse zweigeschossige, stark gegliederte Villa mit einem vorgesetzten Turm wurde im Jahre 1896 (nach anderen Angaben: 1895) erbaut.
Stilistisch gehört das im Landhausstil errichtete Bauwerk zum Historismus.
Bauherr war der Darmstädter Kaufmann Rudolf Vollrath (auch Rudolph Vollrath).
Das Gebäude diente zunächst als vegetarisches Speisehaus und Hotel („Vegetarisches Restaurant“ mit 13 Gästezimmern).
Die Villa gehört zu den ersten Bauten der Siedlung Trautheim.
In der Zeit von 1900 bis 1945 war hier die Möglichkeit gegeben, experimentelle Wohn- und Lebensformen zu verwirklichen.
In der Siedlung Trautheim bauten sich gut situierte Bürger – meist aus dem benachbarten Darmstadt – Sommerhäuser.
Diese Sommerhäuser wurden später zu Wohnhäusern umgenutzt.
Ende des 19. Jahrhunderts erwarb Vollrath ein ca. 10.000 Quadratmeter großes Gelände.
Auf diesem Areal wurde zunächst die „Villa Irene“, ein Wohnhaus mit Remise, erbaut.
Vier Jahre später wurde die „Villa Trautheim“ errichtet.
Benannt wurde die Villa nach dem ausgefallenen Vornamen des zweitältesten Sohnes von Vollrath.
Die „Villa Trautheim“ wurde zum Namensgeber der Siedlung Trautheim und zu ihrem markanten Wahrzeichen.
Um das Jahr 1900 wurde die „Neue Chaussee“ (Bundesstraße 449) quer durch dieses Gelände erbaut.
Im Jahre 1901 verkaufte Vollrath die „Villa Trautheim“; im Jahre 1905 auch die „Villa Irene“.
Bis in die 1920er-Jahre wechselten Eigentümer der Villa und Pächter des Restaurants in rascher Folge.
Im Jahre 1935 ging die Villa in Familienbesitz über.
1945 wurde die Villa für kurze Zeit von amerikanischen Besatzungstruppen beschlagnahmt.
Zuletzt firmierte die Villa als „Café Trautheim“; ab Januar 2019 eröffnet das Restaurant unter neuer Leitung.

## Denkmalschutz
Die Villa steht aus baukünstlerischen und ortsgeschichtlichen Gründen unter Denkmalschutz.